# René Lalou
René Lalou (* 3. September 1889 in Boulogne-sur-Mer; † 19. November 1960 in Paris) war ein französischer Anglist, Romanist und Literaturkritiker.

## Leben und Werk
Lalou ging in Calais und Paris (Lycée Henri IV) zur Schule. Er studierte in Lille und Manchester und schloss mit der Agrégation (Staatsprüfung für das höhere Lehramt) im Fach Englisch ab. In Paris promovierte er 1904 in Rechtswissenschaft mit der Arbeit Étude de la maxime „Infans conceptus pro nato habetur“ en droit français. Im Ersten Weltkrieg war er Dolmetsch-Offizier im Generalstab. Nach dem Krieg war er Gymnasiallehrer in Oran, Beauvais, Sceaux (Lycée Lakanal) und schließlich am Lycée Henri IV in Paris. 
Er arbeitete als Literaturkritiker für die Nouvelles Littéraires, die Annales und viele weitere Zeitschriften. Er übersetzte allein oder mit seiner Frau Christine die Autoren Keats, Meredith, Poe und Charles Morgan und gab Shakespeare-Übersetzungen heraus. Lalou machte sich einen Namen mit der sehr erfolgreichen Histoire de la littérature française contemporaine (1870 jusqu'à nos jours), die 1922 erschien und die er bis 1953 erweiterte und aktualisierte. Sie erfuhr auch eine englische Übersetzung durch William Aspenwall Bradley (1878–1939), New York 1924.

## Weitere Werke
- Le chef. Confession lyrique, Paris 1923 (Roman)
- Défense de l’homme (Intelligence et sensualité), Paris 1926
- Panorama de la littérature anglaise contemporaine, Paris 1927
- André Gide, Paris 1928
- Le clavecin non tempéré. Essai sur notre temps, Paris 1937
- Roger Martin du Gard, Paris 1938
- Les étapes de la poésie française, Paris 1943, Histoire de la poésie française, Paris (Que sais-je ? 108), 9. Auflage 1970
- La littérature anglaise des origines à nos jours, Paris 1944 (Que sais-je ? 159)
- Maurice Barrès, Paris 1950
- Le théâtre en France depuis 1900, Paris 1951 (Que sais-je ? 461), 6. Auflage 1968
- Le Roman français depuis 1900, Paris 1957 (Que sais-je ? 49), 11. Auflage 1969